# ジョアキン・ラファエル・ブランコ
ジョアキン・ラファエル・ブランコ（ポルトガル語: Joaquim Rafael Branco、1953年 - ）は、サントメ・プリンシペの政治家。同国首相を務めた。現在はサントメ・プリンシペ解放運動社会民主党（MLSTP/PSD）党首を務める。

## 経歴
2000年から2001年まで外務大臣を務めた。2003年7月のフェルナンド・ペレイラ将軍率いる軍事クーデターの際には、一時拘束された。
2008年5月、野党のMLSTP/PSDが提出した問責決議によりパトリセ・トロボアダ首相が退陣。その翌月、フラディッケ・デ・メネゼス大統領がMLSTP/PSDに組閣を要請し、ブランコが首相になった。これに対し、トロボアダ率いる独立民主行動（ADI）は大統領がMLSTP/PSDに内閣を発足させたのは違憲として告発した。